# Parasyrphus tarsatus
Parasyrphus tarsatus là một loài ruồi trong họ Ruồi giả ong (Syrphidae). Loài này được Zetterstedt mô tả khoa học đầu tiên năm 1838. Parasyrphus tarsatus phân bố ở miền Tân bắc